# عملية ستائر الدخان
عملية ستائر الدخان كانت عملية أمريكية لمكافحة الإرهاب بين الوكالات لعرقلة جمع التبرعات من قبل حزب الله التي وقعت في أوائل عام 1995 وانتهت في عام 2002. شملت العملية مكتب الشريف في مقاطعة آيرديل في ولاية كارولينا الشمالية ومكتب التحقيقات الفدرالي ومكتب الكحول والتبغ والأسلحة النارية والمتفجرات ودائرة الهجرة والتجنيس ودائرة الأمن الدبلوماسي بوزارة الخارجية الأميركية.
أدلى المحقق الرقيب روبرت فروم ملاحظات متكررة من مجموعة من الرجال يشترون كميات كبيرة من السجائر في كثير من الأحيان مقابل من 20000 دولار أمريكي إلى 30000 دولار نقدا. انتهت عملية مكافحة الإرهاب المشتركة من عملية جمع التبرعات مما أدى إلى اعتقال أعضائها ومحاكمتهم وإدانتهم. أدت العملية إلى إنشاء فرقة العمل المشتركة المعنية بالإرهاب في ولاية كارولينا الشمالية.

## خلية حزب الله تبدأ عملياتها في الولايات المتحدة
رفضت سفارة الولايات المتحدة في سوريا منح زعيم خلية حزب الله محمد يوسف حمود تأشيرة سفر ثم سافر إلى فنزويلا. بعد شراء تأشيرة سفر مزورة وصل إلى مدينة نيويورك في عام 1992. بحلول عام 1995 أقام حمود عمليات في تشارلوت بولاية كارولينا الشمالية من خلال عمله في مطعم محلي للبيتزا. دخل ما لا يقل عن عضوين إضافيين لخلية حزب الله في تشارلوت بالولايات المتحدة بتأشيرات سفر زائفة من فنزويلا تم شراؤها مقابل 200 دولار وثلاثة يحملون تأشيرات سفر صدرت في قبرص. ولد نصف أعضاء الخلية في لبنان وكان النصف الآخر من مواليد الولايات المتحدة من أصل لبناني. في أوائل ربيع عام 1995 كشف المحقق روبرت فروم الذي يعمل في وظيفة ثانية لدى تاجر الجملة للتبغ في ستيتسفيل بولاية كارولينا الشمالية الخلية التي تقوم بشراء كميات هائلة من السجائر ودفع ثمنها نقدا. عادة ما تحمل النقود في أكياس البقالة الكبيرة التي تحتوي من 20000 دولار إلى 30000 دولار في الوقت الواحد.

## عمليات المراقبة
واصل المخبر فروم رصد المشتريات لعدة أشهر وحدد أعضاء الخلية الذين كانوا ينقلون صندوق السجائر عبر خطوط الدولة في انتهاك للقوانين الاتحادية. كان فروم يراقب الرجال الأربعة عندما كانوا يقومون بشراء 299 صندوق سجائر وهو الحد القانوني المسموح به دون تقديم الأوراق القانونية. تم نقل السجائر من ولاية كارولينا الشمالية إلى تينيسي وفرجينيا. أبلغ فروم جون لوريك من مكتب الكحول والتبغ والأسلحة النارية والمتفجرات في شارلوت. أبلغ مسؤولو مكتب الكحول والتبغ والأسلحة النارية والمتفجرات فروم أن الاتجار بالسجائر من المحتمل أن يكون محاولة لبيع البضائع بضعف السعر في ولايات مثل ميشيغان ونيويورك وبنسلفانيا التي فرضت ضرائب أعلى بكثير على التبغ. كانت ضريبة كارولينا الشمالية على السجائر خمسة سنتات في حين كانت خمسة وسبعون سنتا في ميشيغان في ذلك الوقت. كانت خلية حزب الله تبيع السجائر من خلال عمليات «المتجر الأمامي» وإلى المتاجر المحلية في ديربورن بولاية ميشيغان مع فرق السعر بين ولاية كارولينا الشمالية وميشيغان يتراوح بين 8.00 دولار و10.00 دولار للكرتون الواحد. كل رحلة تهريب السجائر 680 ميل إلى ميشيغان تحمل ما بين 800 و1500 صندوق سجائر بقيمة تتراوح بين 3000 و10،000 دولار. قام بعض أعضاء الخلية بحيازة قرض بقيمة 1.6 مليون دولار من إدارة الأعمال الصغيرة التابعة للحكومة الاتحادية والتي مولت افتتاح محطة للغاز.
وقع مكتب شريف مقاطعة إيريديل مذكرة تفاهم مع مكتب الكحول والتبغ والأسلحة النارية والمتفجرات في شارلوت مما يسمح بالتعاون الرسمي بين الوكالتين. نتيجة لذلك تم إعادة تعيين المخبر فروم رسميا إلى مكتب الكحول والتبغ والأسلحة النارية والمتفجرات. تم تكليف وكالات اتحادية إضافية بهذه القضية بما في ذلك دائرة الأمن الدبلوماسي ودائرة الهجرة والتجنيس. كما شارك مكتب التحقيقات الفيدرالي الذي كان قد تم بالفعل نقل الاتصالات من اثنين من أعضاء الخلية على ما يبدو دون علم إنفاذ القانون المحلية في العمليات المشتركة. على العموم ساهم ستة عشر جهازا من أجهزة إنفاذ القانون والاستخبارات من الوكالات الحكومية والمحلية والاتحادية في العملية بما في ذلك دائرة الاستخبارات الأمنية الكندية. تم تشغيل المراقبة من واجهة تخزين فارغة عبر مبنى جي آر للتخفيضات. توبعت الخلية سرا من قبل فريق من خمس سيارات يتناوبون بقيادة مهربين السجائر. «كإجراء وقائي إضافي قام الوكلاء أحيانا بتغيير الملابس وتحويل لوحات الترخيص أثناء توقف الحفرة».

## الغارة
توغلت فرقة العمل المشتركة المجمعة في خلية حزب الله وتطورت أكثر من عشرة مخبر من داخل المجموعة وكذلك من مجموعة من الشهود. تم استخلاص معلومات من موظفي الخلية بما في ذلك السائقين والمهربين وحتى من الزوجات. غارات متزامنة في ولاية كارولينا الشمالية وميشيغان في الساعة 6:00 من صباح يوم 20 يوليو 2000 قبضت على العديد من أعضاء الخلية وشركائهم. نفذت 18 مذكرة توقيف في حقهم. القبض على سعيد محمد حرب أدى به إلى الإدلاء بمعلومات قيمة عن بنية خلية حزب الله وأعضائها وعملياتها. في مقابل تعاونه تلقى حرب حكما مخففا وتم نقل أسرته من لبنان إلى الولايات المتحدة. شارك في الغارات ما لا يقل عن 230 من الوكلاء المحليين والولائيين والفيدراليين.

## النتائج
ألقي القبض على أعضاء حزب الله من خلية تشارلوت وحوكموا وأدينوا في محكمة اتحادية في تشارلوت بولاية كارولينا الشمالية. تشمل القضية المرفوعة ضد الخلية «انتهاكات حقوق الطبع والنشر وانتهاكات ضرائب السجائر والانتهاكات المزيفة... الحيل المصرفية والرشوة والاحتيال على بطاقات الائتمان واحتيال الهجرة وسرقة الهوية والتهرب الضريبي وغسل الأموال» و«الدعم المادي لمنظمة إرهابية». تقدر المحاكم الاتحادية أن الخلية جمعت ما مجموعه 8 ملايين دولار تم جمعها من خلال نحو 500 حساب مصرفي مختلف. كما اشترت خلية حزب الله وشحنت «نظارات للرؤية الليلية ونطاقات ومعدات المسح وأنظمة تحديد المواقع العالمية ومعدات الكشف عن المعادن ومعدات الفيديو وتحليل الطائرات وتصميم البرمجيات والبوصلات العسكرية ومناظير والمعدات البحرية والموجات فوق الصوتية الكلب ريبلرز والكاميرات الرقمية وعدسات التكبير وأجهزة الكمبيوتر (أجهزة الكمبيوتر المحمولة وأجهزة المودم عالية السرعة والمعالجات والمقود والمتآمرين والماسحات الضوئية والطابعات) والبنادق الصاعقة وأجهزة الراديو المحمولة وأجهزة الاستقبال والهواتف الخلوية وقطاعات النيتروجين والتعدين والحفر ومعدات التفجير» إلى الشرق الأوسط لاستخدامها من قبل حزب الله الذي يشتريها معظمها حرب. حكم على محمد يوسف حمود زعيم الخلية بالسجن الفيدرالي لمدة 155 عام. تلقى شقيق حمود الأكبر شوقي يوسف (باسم) واليد اليمنى حكما بالسجن لمدة 70 عام. عموما اتهم 26 شخصا في العملية. تعتبر قضية ستائر الدخان العملية الأولى لإدانة انتهاك القانون الاتحادي 2339ب «توفير الدعم المادي أو الموارد لمنظمات إرهابية أجنبية محددة». في وقت لاحق كشفت حالات مماثلة في آشفيل في ولاية كارولينا الشمالية ولويفيل في ولاية كنتاكي.
ورد في تقرير الإذاعة الوطنية العامة عام 2011 أن بعض الأشخاص المرتبطين بهذه القضية قد سجنوا في وحدة إدارة الاتصالات شديدة التقييد.